# HD 186340
HD 186340，又名BD+60 1991，SAO 18461、HR 7500，是一颗恒星，视星等为6.51，位于銀經92.59，銀緯17.72，其B1900.0坐标为赤經19h 38m 39.1s，赤緯+60° 17.72′ 24″。